# Man van staal
Man van staal is een Belgische film uit 1999 van Vincent Bal over een jongen die het overlijden van zijn vader moeilijk kan verwerken.

## Verhaal
Na het overlijden van Koning Boudewijn (1993) is België in rouw. De vader van de 13-jarige Victor is eveneens recentelijk overleden. Voor de vakantiemaanden wordt Victor door zijn tante en oom naar de Belgische kust gestuurd. Daar ontmoet hij Fania. Beiden zijn echter te verlegen om elkaar te kussen. Victor vlucht in een fantasiewereld waar hij de 'Man van Staal' is, een held die geen gevoelens kent.

## Rolverdeling
| Acteur               | Personage                   |
| -------------------- | --------------------------- |
| Ides Meire           | Victor                      |
| Charlotte De Ruytter | Fania                       |
| Peter Gorissen       | Victors oom                 |
| Katelijne Damen      | Victors tante               |
| Tania Garbarski      | Conchita                    |
| Gene Bervoets        | Victors vader               |
| Marijke Pinoy        | Victors moeder              |
| Peter Van den Eede   | Fania's vader               |
| Wim Opbrouck         | portier                     |
| Jenny Tanghe         | kermisattractie-uitbaatster |
| Jaak Pijpen          | zichzelf                    |
| Cecile Rigolle       | grootmoeder                 |

## Trivia
Het verhaal speelt zich af in Oostende, maar in werkelijkheid zijn slechts enkele scènes ook effectief in die stad opgenomen (bv. aan het station).